# Peter Freiburghaus (Statthalter)
Peter Freiburghaus, auch genannt Peter Friburghus (getauft am 10. Juli 1608 in Freiburghaus; † 2. August 1653, hingerichtet), war Statthalter von Neuenegg.

## Leben
Freiburghaus stammte aus der Oberschicht der Berner Landschaft und wurde in Freiburghaus, einem Weiler der Gemeinde Neuenegg, geboren. Er beteiligte sich aktiv am Schweizer Bauernkrieg von 1653 und war Mitglied des Bauernrats unter Niklaus Leuenberger. Als lokaler Befehlshaber liess er die Brücke von Gümmenen sperren und verhinderte das Vorrücken der Waadtländer Hilfstruppen, die zur Verteidigung der Stadt Bern von der Regierung zu Hilfe gerufen worden waren. Nach der Niederschlagung der Revolte wurde Freiburghaus in Laupen, wo er sich versteckt hatte, gefasst, nach Bern gebracht und im Tittligerturm festgesetzt. Nach Folter und Verhör wurde er am 2. August 1653 öffentlich geköpft.